# كيفن راي
كيفن راي (بالإنجليزية: Kevin Ray)‏ هو سائق سباق أمريكي، ولد في 11 ديسمبر 1977 في إيستابوغا ‏ في الولايات المتحدة.

## وصلات خارجية
- كيفن راي على موقع Racing-Reference.info (الإنجليزية)